# Священная римская кольцевая
Священная римская кольцевая (итал. Sacro GRA) — документальный фильм Джанфранко Рози. Кинокартина удостоена «Золотого льва» — высшей награды 70-го Венецианского кинофестиваля.

## Сюжет
Документальный фильм, рассказывающий о жизни горожан, живущих вдоль Римской кольцевой дороги, огибающей столицу Италии. Режиссёр рассказывает о самых разнообразных персонажах и их судьбах, протекающих вдали от парадного Рима и его достопримечательностей. Фильм показывает другой Рим, другой мир, других людей.